# Hafen von Beirut
Der Hafen von Beirut (arabisch مرفأ بيروت, DMG Marfaʾ Bairūt) ist ein Seehafen im östlichen Mittelmeer und Bezirk in der libanesischen Hauptstadt Beirut. Er ist der größte Hafen des Landes.
Bei einer Explosionskatastrophe am 4. August 2020 wurde er so stark beschädigt, dass weite Teile vorübergehend nicht mehr nutzbar sind.

## Geschichte

### Früheste Nachweise bis zum Mittelalter
Prähistorisch und historisch spielten Häfen Beiruts schon vor der Antike eine bedeutende Rolle. Spätestens seit dem 15. Jahrhundert v. Chr. ist ein Hafen in der Siedlung nachweisbar. Während der Zeit des Römischen Reiches entwickelte sich dieser zu einem bedeutenden Handels- und Wirtschaftszentrum. In der Zeit der des umayyadischen Kalifates in Damaskus wurde der Hafen von Beirut zum Stützpunkt der ersten arabischen Flotte im Mittelmeer. Für die Kreuzritter und die Mameluken stand die wirtschaftliche Nutzung im Vordergrund.

### Der moderne Hafen bis 1990
Der moderne Hafen Beiruts wurde im 19. Jahrhundert während der Zeit des Osmanischen Reiches gebaut. Am 19. Juni 1887 erteilten die osmanischen Behörden eine Konzession zur Gründung der „Compagnie du Port, des Quais et des Entrepôts de Beyrouth“. 1925 wechselte die Betreibergesellschaft in französische Hände und 1960 wurde sie in die libanesische „Compagnie de Gestion et d’Exploitation du Port de Beyrouth“ umbenannt. Deren Konzession lief 1990 aus.

### Explosionskatastrophe am 4. August 2020
Am 4. August 2020 kam es zu einem Brand in einer Lagerhalle, in der dort gelagerte Feuerwerkskörper explodierten. Kurz darauf erschütterte eine gewaltige Detonation die ganze Stadt. Häuser im Umkreis von mehreren Kilometern wurden durch die Explosion teilweise schwer beschädigt. Viele Menschen erlitten Verletzungen oder wurden getötet. Die Explosion riss einen 40 Meter tiefen Krater in den Hafen. Sie und ihre Druckwelle waren noch im mehrere hundert Kilometer entfernten Zypern zu hören und zu spüren.
Laut Angaben des libanesischen Innenministers Mohammed Fahmi waren im Hafen 2750 Tonnen Ammoniumnitrat gelagert, die als Ursache der Explosion gelten. Diese Chemikalie lagerte seit sechs Jahren ohne Vorsichtsmaßnahmen in einem Lagerhaus im Hafen.
Viele Gebäude und Anlagen des Hafens wurden bei der Explosion stark beschädigt oder zerstört. Das weniger betroffene Containerterminal des Hafens konnte nach rund einer Woche allerdings wieder angelaufen werden.

## Lage und Anbindung
Der Hafen liegt an der Sankt-Georgs-Bucht im Norden Beiruts nahe dem Innenstadtzentrum. Beirut und mit ihm der Hafen ist über Hauptstraßen mit dem libanesischen Hinterland und anderen Städten des Landes verbunden.